# 王晋康
王晋康（おう しんこう、1948年 - ）は、中華人民共和国のSF作家。河南省南陽生まれ。西安交通大学卒業。中国作家協会（zh）、中国科普作家協会、河南省作家協会会員。
1993年、中国のSF雑誌『科幻世界』（zh）に掲載された「亜当回帰」（原題）でデビュー。これは自身の子にせがまれて書いた作品だったという。デビューしてから6年連続で銀河賞を受賞した。
2010年には、第1回中国星雲賞（世界華人SF協会主催）で『十字』（原題）が長編賞を受賞した。
　

## 主な受賞歴
- 1993年 - 第5回銀河賞一等賞（「亜当回帰」）
- 1994年 - 第6回銀河賞特等賞（「天火」）
- 1995年 - 第7回銀河賞特等賞（「生命之歌」）
- 1996年 - 第8回銀河賞一等賞（「西奈噩夢」）
- 1997年 - 第9回銀河賞一等賞（「七重外殻」）
- 1998年 - 第10回銀河賞特等賞（「豹」）
- 2001年 - 第13回銀河賞（「替天行道」）
- 2002年 - 第14回銀河賞（「水星播種」）、同読者賞（「生存実験」）
- 2010年 - 第1回中国星雲賞 長編賞（『十字』）

## 日本語訳
- 「養蜂家」訳：山本範子（立原透耶）、『北星学園大学文学部北星論集 vol.53』所収、2015年9月
- 「養蜂家」訳：大髙ゆかり、『中国SF作品集』（外文出版社）所収、2018年
- 「生命の歌」訳：立原透耶、『ミステリマガジン』2019年3月号（早川書房）所収、2019年1月
- 「プロメテウスの火」訳：泊功、『三田文学　No.137 2019年春季号』所収、2019年4月
- 「天図」訳：上原かおり、『S-Fマガジン』2019年8月号（早川書房）所収、2019年6月
- 『アジア文化　2019/10　王晋康作品について語る　王晋康SF傑作選』（アジア文化総合研究所出版会）、2019年10月　ISSN: 0387-3016
  - 「転生の巨人」訳：井田綾
  - 「夏媧帰還」訳：浅田雅美
  - 「天に替りて道を行う」訳：上原徳子（※泊功と誤記）
  - 「失われた至宝」訳：泊功
  - 「追殺」訳：笹沼俊暁
  - 上記のほか、「水星播种」「生命之歌」「养蜂人」「终极爆炸」「七重外壳」「斯芬克斯之谜」が原文で収録。
- 「七重のSHELL」訳：上原徳子、『時のきざはし　現代中華SF傑作選』（新紀元社）所収、2020年6月
- 「生存実験」訳：大久保洋子、『S-Fマガジン』2020年12月号（早川書房）所収、2020年10月